# سایبروم
سایبروم (انگلیسی: Cyberoam) شرکت فناوری اطلاعات هندی است، که در سال ۱۹۹۹ تأسیس شد.